# Ernst von Possart
Ernst von Possart, född 11 maj 1841, död 8 april 1921, var en tysk skådespelare och teaterledare.
Possart var 1861–1864 anställd vid stadsteatrarna i Breslau, Bern och Hamburg samt 1864–1887 vid hovteatern i München, från 1873 även som regissör, från 1874 som överregissör och från 1878 som direktör för talscenen. Han organiserade från 1880 de så kallade Meisterspiele i München. Possart blev 1892 chef för hovteatrarna i München och inlade såväl om opera som talscen stora förtjänster. På hans initiativ tillkom den 1901 invigda annexscenen Prinzregentheater, speciellt avsedd för Wagnerfestspel. Possart gästspelade även med stor framgång i Ryssland och USA. Han blev 1905 adlad och 1911 filosofie hedersdoktor vid Münchens universitet. Possart var en tekniskt skicklig skådespelare, som med fantasi och stort temperament fyllde sin i dekorativ och retorisk hovteaterstil hållna framställning. Bland hans roller märks Richard III, Jago i Othello, Shylock i Köpmannen i Venedig, Nathan den vise, Mefistofeles i Faust, Franz Moor i Rövarbandet, Manfred, Narcisse Rameau och advokat Berent i Ett handelshus. Possart utgav bland annat Hermann Levi. Erinnerungen (1901), Die Kunst des Sprechens (1907), Lehrgang des Schauspielers (1910) och Erstrebtes und Erlebtes (1916).